# Juliette Élisa Bataille
Pour les articles homonymes, voir Bataille (homonymie).
Juliette Élisa Bataille, née le 15 juin 1896 à Étaples et morte le 16 juin 1972 à Neuilly-sur-Marne, est une artiste française rattachée à l'art brut.

## Biographie
Juliette Élisa Bataille est née le 15 juin 1896 à Étaples dans le Pas-de-Calais, troisième de dix enfants. En 1917, elle se marie et déménage à Paris où elle vit avec sa sœur pendant que son mari est enrôlé dans l'armée. Elle y travaille comme vendeuse et conductrice de tramway et plus tard comme fleuriste. A la fin de la guerre, son mari est démobilisé mais il est violent, la maltraite et la frappe. Vers l'âge de 40 ans, elle est atteinte de troubles mentaux et est d'abord admise à l'hôpital de Maison-Blanche à Neuilly-sur-Marne puis à l'hôpital de Ville-Évrard en banlieue parisienne. Là, elle commence à dessiner et à broder. Elle brode des cartes rectangulaires avec de la laine grossière, du coton et du fil de soie. Elle utilise aussi parfois des lanières de tissu ou des morceaux d'étoffe,.
Juliette Élisa Bataille décède en 1972.

## Œuvre
Les œuvres brodées de Juliette Élisa Bataille représentent souvent des bâtiments aux structures linéaires et dynamiques, les fenêtres et les toits sont clairement définis, le ciel et les façades sont remplis de grands aplats de couleur.
Vers 1948, elle s’investit également dans la réalisation de dessins au pastel sur papier ou sur carton qui témoignent d’un même processus créatif: les figures esquissées par de traits courts et fermes et l'emploi de couleurs vives,.
Ses lignes brodées sont chargées d'émotion et posées avec une confiance résolue. Elle réalise l'entièreté de son œuvre en trois ans, environ de 1948 à 1951.
Juliette Élisa Bataille fait don de son œuvre à Jean Dubuffet, qu'elle rencontre plusieurs fois à l'hôpital entre 1948 et 1949.
Ses œuvres se trouvent notamment dans la collection de la Collection de l'art brut à Lausanne, au Musée LAM à Villeneuve-d'Ascq.

## Expositions (sélection)
- 2007 : L'Envers et l'endroit, Collection de l'art brut, Lausanne[7]
- 2015 :
  - 2e Biennale Collection De L'art Brut, Lausanne 2015
  - Architectures , Collection de l'Art brut, Lausanne[3]
  - Art Brut in America : The incursion of Jean Dubuffet, American Folk Art Museum[8],
- 2016 : L'Art Brut de Jean Dubuffet, Aux Origines de la Collection, Collection de l'Art Brut, Lausanne, 2016 [9]
- 2017 : Jean Dubuffets art brut.! die Anfänge seiner Sammlung, Musée Gugging (de), Gugging
- 2019 : Art Brut – Jean Dubuffets revolutie in de kunst, Outsider Art Museum, Amsterdam[4]